# Карин Боје
Карин Марија Боје (швед. Karin Maria Boye; 26. октобар 1900 – 24. април 1941) била је шведска песникиња и књижевница. У Шведској је махом призната као песникиња, док је на међународном плану најпознатија по дистопијском роману „Калокаин” (1940).

## Биографија
Рођена је у Гетеборгу, а 1909. године се преселила са породицом у Стокхолм. Студирала је на Универзитету у Упсали од 1921. до 1926. Дебитовала је 1922. са збирком песама „Облаци” (швед. Moln). 
Године 1931. Боје је, заједно са Ериком Местертоном и Јозефом Ривкином, основала песнички часопис Спектрум, који је упознао шведске читаоце са делима Т. С. Елиота и надреализмом. Превела је многа Елиотова дела на шведски, а она и Местертон су превели поему „Пуста земља“.
Најпознатије песме Карин Боје су „Да, наравно да боли“ (швед. Ja visst gör det ont ) и „У покрету“ (швед. I rörelse) из збирки песама „Огњишта“ (Härdarna), 1927, и „Због дрвета“ (швед. För trädets skull ), 1935.  Роман „Криза“ (Kris) приказује њену верску кризу и лезбејство. У својим романима „Заслуга се буди“ (швед. Merit vaknar) и „Премало“ (швед. För lite) истражује мушко и женско играње улога. 
Изван Шведске, њено најпознатије дело је роман Калокаин. Инспирисан њеном посетом Немачкој током успона нацизма, роман је приказ дистопијског друштва налик роману Хиљаду деветсто осамдесет четврта Џорџа Орвела и Врли нови свет Олдуса Хакслија (написан скоро деценију пре Орвеловог магнум опуса). У роману, идеалистички научник по имену Лео Кал измишља Калокаин, некз врсту серума истине. Роман је снимљен у Шведској 1981. године и имао је главни утицај на филм Еквилибријум.

## Каснији живот
Између 1929. и 1932. Боје је била удата за мушкарца, али је брак очигледно био пријатељска заједница. Године 1932, након што се раздвојила од мужа, имала је лезбејску везу са Гунел Бергстрем, која је због Боје напустила свог мужа, песника Гунара Екелефа. Током боравка у Берлину 1932-1933 упознала је Марго Ханел (7. април 1912 - 30. мај 1941), са којом је живела до краја живота, и називала је  „својом женом“.
Боје је извршила самоубиством 23. априла 1941. Предозирала се таблетама за спавање. Пронашао ју је (према извештају полиције у Регионалном архиву у Гетеборгу) 27. априла, склупчану на стени на брду од стране фармера који је ишао у шетњу. Стена је сада спомен-камен. Марго Ханел је такође умрла од самоубиства убрзо након тога. 
Карин Боје је добила два веома различита епитафа. Најпознатија је песма „Мртва aмазонка“ (Död amazon) Јалмара Гулберга, у којој је она приказана као „веома тамна и са великим очима“. Још једну песму написала је њена блиска пријатељица Ебе Линде и носи наслов „Мртви пријатељ“ (Död kamrat). Овде је приказана не као херојска Амазонка, већ као обичан човек, мали и сив у смрти, ослобођен боја и бола.
Књижевно удружење посвећено њеном стваралаштву основано је 1983. године, одржало је у животу њена дела ширећи их међу новим читаоцима. У њену част је 2004. године названа једна од филијала Универзитетске библиотеке у Упсали.

## Дела

### Романи
- Астарте, 1931
- Заслуга се буди, 1933
- Криза, 1934
- Премало, 1936
- Калокаин, 1940

### Збирке песама
- Облаци, 1922
- Скривена земља, 1924
- Огњишта, 1927
- Због дрвета, 1935
- Седам смртних грехова, 1941